# جامعة جيبوتي
جامعة جيبوتي هي جامعة حكومية تقع في مدينة جيبوتي العاصمة لدولة جيبوتي. تأسست في سنة 2006 بمرسوم جمهوري، وفي سنة 2008 ضمت 2,500 طالب ووصل عدد الطلاب إلى أكثر من 7,000 في سنة 2015.

## الكليات
- كلية القانون
- كلية الإدارة
- كلية الاقتصاد
- كلية العلوم
- كلية الطب
- كلية الهندسة
- العلوم الإنسانية
- اللغات
- العلوم الاجتماعية

## روابط خارجية
- موقع الجامعة الرسمي